# Kate Allen (Sängerin)
Kate Allen (* 1985 in Dublin) ist eine irische Opernsängerin in der Stimmlage Mezzosopran.

## Biografie
Kate Allen studierte Gesang am Conservatory of Music & Drama in Irland und am Musikkonservatorium in San Francisco und war 2013 Mitglied des Opernstudios der Opera Santa Barbara sowie des Merola Opera Program. Im Rahmen ihres Studiums und im Opernstudio erarbeitet sie Rollen wie den Romeo in I Capuleti e i Montecchi, die Titelpartie von Giulio Cesare und die Amneris in Aida. Bei verschiedenen Festivals in den USA, Irland und Deutschland folgten Engagements u. a. als Suzuki in Madama Butterfly, Angelina in La Cenerentola, Conception in L'Heure Espagnole und Maddalena in Rigoletto. Seit der Spielzeit 2018/19 ist sie Ensemblemitglied am Staatstheater Augsburg.
| Debüt in | Rolle                                          |                            |
| -------- | ---------------------------------------------- | -------------------------- |
| 2015-10  | Clotilda (Koanga von Frederick Delius)         | Wexford Festival           |
| 2017-05  | Tigrane (Radamisto)                            | Northern Irish Opera       |
| 2018-06  | Prinzessin Eboli (Don Carlos)                  | Opernfestival Gut Immling  |
| 2018-07  | Sofia (I Lombardi alla prima crociata)         | Opernfestspiele Heidenheim |
| 2019-03  | Jacqueline Kennedy („JFK“ von David T. Little) | Theater Augsburg           |

## Preise und Auszeichnungen
- 1. Preis bei den Metropolitan Opera National Council Auditions, San Francisco (2010)
- Arienpreis und Stipendium der Wexford Festival Opera (2014)